# Schwarzkehlnachtigall
Die Schwarzkehlnachtigall (Calliope obscura, Syn.: Luscinia obscura) ist eine Vogelart aus der Gattung Calliope innerhalb der Familie der Fliegenschnäpper. Sie kommt in Zentral-China vor.

## Merkmale
Die Schwarzkehlnachtigall erreicht eine Größe von 12,5 bis 14,5 Zentimetern. Beim adulten Männchen ist die Oberseite dunkel schiefergrau. Die Oberschwanzdecken sind stumpf schwarz. Die Schwungfedern sind mattschwarz mit schmalen dunkelgrauen Außensäumen. Die Handschwingen weisen an der Basis einen schmutzigweißen Rand auf. Das mittlere Steuerfederpaar ist schwarz. Die angrenzenden Schwanzfedern sind an den basalen zwei Dritteln weiß und am Spitzendrittel schwarz. Zügel, Hals, Gesicht, Oberkopf, Kinn, Kehle und Kropf sind tief schwarz. Die Flanken sind aschgrau. Brust und Bauch sind weiß mit einem rahmgelben Anflug. Die Unterschwanzdecken sind grau verwaschen. Die Unterflügeldecken sind grau mit weißen Spitzen. Die Achselfedern sind dunkelgrau. Die Innenseite der Unterflügeldecken weist mitunter eine fahl ockerfarbene Säumung auf. Die Iris ist dunkel schieferfarben. Der Schnabel ist schwarz, die Füße hell schiefergrau. Beim adulten Weibchen weist die Unterseite ein Schuppenmuster auf. Die Unterschwanzdecken sind weiß, der Schwanz ist mehr lohfarben und die Beine sind heller rosa.

## Lebensraum
Die Lebensräume der Schwarzkehlnachtigall sind bisher nur wenig erforscht, die knappen Nachweise lassen jedoch die Vermutung zu, dass sie an bestimmte Habitate angepasst ist. In Gansu wurde sie im Bambus-Dickicht in Höhenlagen zwischen 3.050 und 3.350 Metern beobachtet. Weitere Nachweise stammen aus der gemäßigten Nadelholzzone in Shaanxi und Sichuan.

## Lebensweise
Über die Lebensweise der Schwarzkehlnachtigall ist bisher nur wenig bekannt. Im August 1886 wurden vier aus dem Nest gefallene Jungvögel gefunden. Ein Weibchen, das im Februar 1965 in Thailand gesammelt wurde, hatte aktive Eierstöcke.

## Bestand und Gefährdung
Bisher hat es nur wenige Nachweise dieser Art während der Brutsaison gegeben. 1886 wurden in Gansu vier junge Männchen gesammelt. In Sichuan wurde 1984, 1985 und 1991 je ein Männchen beobachtet und 1931 ein Weibchen gesammelt. In Yunnan wurde im Mai 1997 ein Paar im Sekundär-Buschland beobachtet und im Mai 1921 ein Weibchen gesammelt. In Shaanxi wurden zwischen Spät-Mai und Juli 1905 vier Männchen gesammelt. Aus Thailand, wo die Art ein Wintergast ist, liegen zwei gesicherte Belege und eine ungesicherte Beobachtung vor. In der Provinz Chiang Rai wurde 1965 ein Weibchen gesammelt. Im März 2000 wurde ein Paar an einem Bach im Mae Jarim National Park beobachtet. Im Dezember 1981 soll es am Doi Inthanon eine unbestätigte Sichtung gegeben haben.
BirdLife International führt die Schwarzkehlnachtigall in der Kategorie „gefährdet“ (vulnerable) und schätzt die Populationsgröße auf 2.500 bis 10.000 Individuen. Als Hauptgefährdung gelten der Verlust und die Fragmentierung der Wälder. Seit den späten 1960er-Jahren ist die Walddecke in Sichuan durch den stetig steigenden Nutzholzverbrauch und die Rodungen für landwirtschaftlich genutzte Flächen und Weideland enorm zurückgegangen. Nong Bong Khai, früher eines der wichtigsten Überwinterungsgebiete in Thailand, wurde durch Entwaldung komplett zerstört.